# Yanick van Osch
Yanick van Osch, né le 24 mars 1997 à Bois-le-Duc aux Pays-Bas, est un footballeur néerlandais, qui joue au poste de gardien de but au RKC Waalwijk.

## Biographie

### En club
Né à Bois-le-Duc aux Pays-Bas, Yanick van Osch commence le football avec le club local du SV BLC Den Bosch avant d'être formé par le PSV Eindhoven, qu'il rejoint en 2005. Il signe son premier contrat professionnel à l'âge de seize ans, le 20 juin 2023.
Il intègre l'équipe réserve du club, Jong PSV (en), avec laquelle il fait ses débuts en professionnel puisque celle-ci évolue en deuxième division néerlandaise. Van Osch joue son premier match le 2 octobre 2015 contre le Achilles '29. Il est titularisé et les deux équipes se neutralisent (1-1 score final).
Après quinze ans au PSV, sans pour autant y avoir fait ses débuts avec l'équipe première, Yanick van Osch quitte le club à l'été 2020 pour rejoindre librement le Fortuna Sittard. Le transfert est officialisé le 12 mai 2020 et il signe un contrat de deux ans, soit jusqu'en juin 2022.
C'est avec ce club qu'il découvre l'Eredivisie, l'élite du football néerlandais, jouant son premier match le 31 octobre 2020, lors de la septième journée de la saison 2020-2021 face à l'Ajax Amsterdam. Il est titularisé et son équipe est battue par cinq buts à deux.
Lors de l'été 2023 il rejoint librement le SC Cambuur pour un contrat de trois ans, soit jusqu'en juin 2026. Le transfert est annoncé le 9 juin 2023.
Le 25 juin 2024, Yanick van Osch s'engage avec le RKC Waalwijk pour un contrat de deux ans, soit jusqu'en juin 2026, avec une année supplémentaire en option. Il retrouve ainsi la première division néerlandaise et arrive pour être le gardien titulaire afin de compenser le départ d'Etienne Vaessen (en).

### En sélection
Yanick van Osch commence sa carrière internationale avec l'équipe des Pays-Bas des moins de 16 ans, jouant six matchs avec cette sélection entre 2012 et 2013.
Il joue également avec les moins de 20 ans, faisant deux apparitions, la première en 2016 et la seconde en 2017.
Le 27 mars 2017, Yanick van Osch joue son premier et unique match pour l'équipe des Pays-Bas espoirs, contre l'Autriche. Il est titularisé et son équipe est battue par un but à zéro.